# Stephen E. Thorsett
Stephen Erik Thorsett (New Haven, Connecticut, 1964. december 3. –) amerikai csillagász, a Willamette Egyetem rektora. Kutatási területei közé tartoznak a gamma-kitörések, valamint az általános relativitáselmélet. Korábban a Kaliforniai Egyetem (Santa Cruz) oktatója és dékánja volt; a Willamette Egyetem rektori pozícióját 2011-től tölti be.

## Fiatalkora
Édesapja Grant Thorsett, a Willamette Egyetem biológiaoktatója, édesanyja Karen Thorsett. Általános és középiskolába Salembe járt, 1983-ban érettségizett. Fiatalkorában gyümölcsszedéssel foglalkozott, valamint a Willamette-en vállalt munkát.
A minnesotai Carleton Főiskolán 1987-ben summa cum laude minősítésű matematikai BSc-diplomát, majd 1981-ben a Princetoni Egyetemen fizikus PhD-minősítést szerzett. Doktori értekezésének címe „Ezredmásodperces és kettős pulzárok megfigyelése”, konzulensei San Stinebring és Joseph Hooton Taylor voltak. Nathan Newbury, Michael J. Newman, John Ruhl és Suzanne Staggs közreműködésével 1991-ben megjelent Princeton Problems in Physics (Princetoni fizikai problémák) című tankönyve.

## Pályafutása
Doktori fokozatszerzése után a Caltech Robert A. Millikan-ösztöndíjasa, valamint a Princeton fizikai tanszékének adjunktusa lett. 1994-ben elnyerte a Dudley Csillagvizsgáló Ernest F. Fullam díját, 1997-ben pedig az Alfred P. Sloan-ösztöndíjat. 1999-ben a UCSC asztrofizika- és csillagászatoktatója lett. 2006. július 1-jén az intézmény Fizikai és Biológiatudományi Karának dékánja lett.
2004-ben Ingrid Stairs és Zaven Arzoumanian közreműködésével először mérte meg egy kettős rendszer gravitációs pályaperdület-kapcsolatát. Részt vett a legrégebbi naprendszeren kívüli exobolygó (PSR B1620−26 b) felfedezésében, valamint elsőként mutatott rá, hogy a gamma-sugár a Földön tömeges kihaláshoz vezethet. A Csendes-óceáni Csillagászati Társaság folyóirata három évfolyamának társszerkesztője, illetve a NuSTAR projekt közreműködője.
2011. május 14-én a Willamette Egyetem huszonötödik rektorává nevezték ki. M. Lee Pelton lemondását követően a pozíciót július 1-jétől tölti be.

## Fordítás
- Ez a szócikk részben vagy egészben  a   Stephen E. Torsett című angol Wikipédia-szócikk ezen változatának fordításán alapul.  Az eredeti cikk szerkesztőit annak laptörténete sorolja fel. Ez a jelzés csupán a megfogalmazás eredetét és a szerzői jogokat jelzi, nem szolgál a cikkben szereplő információk forrásmegjelöléseként.